# Rhyacophila fenderi
Rhyacophila fenderi är en nattsländeart som beskrevs av Ross 1948. Rhyacophila fenderi ingår i släktet Rhyacophila och familjen rovnattsländor. Inga underarter finns listade i Catalogue of Life.